# Karl Wilhelm von Kopp

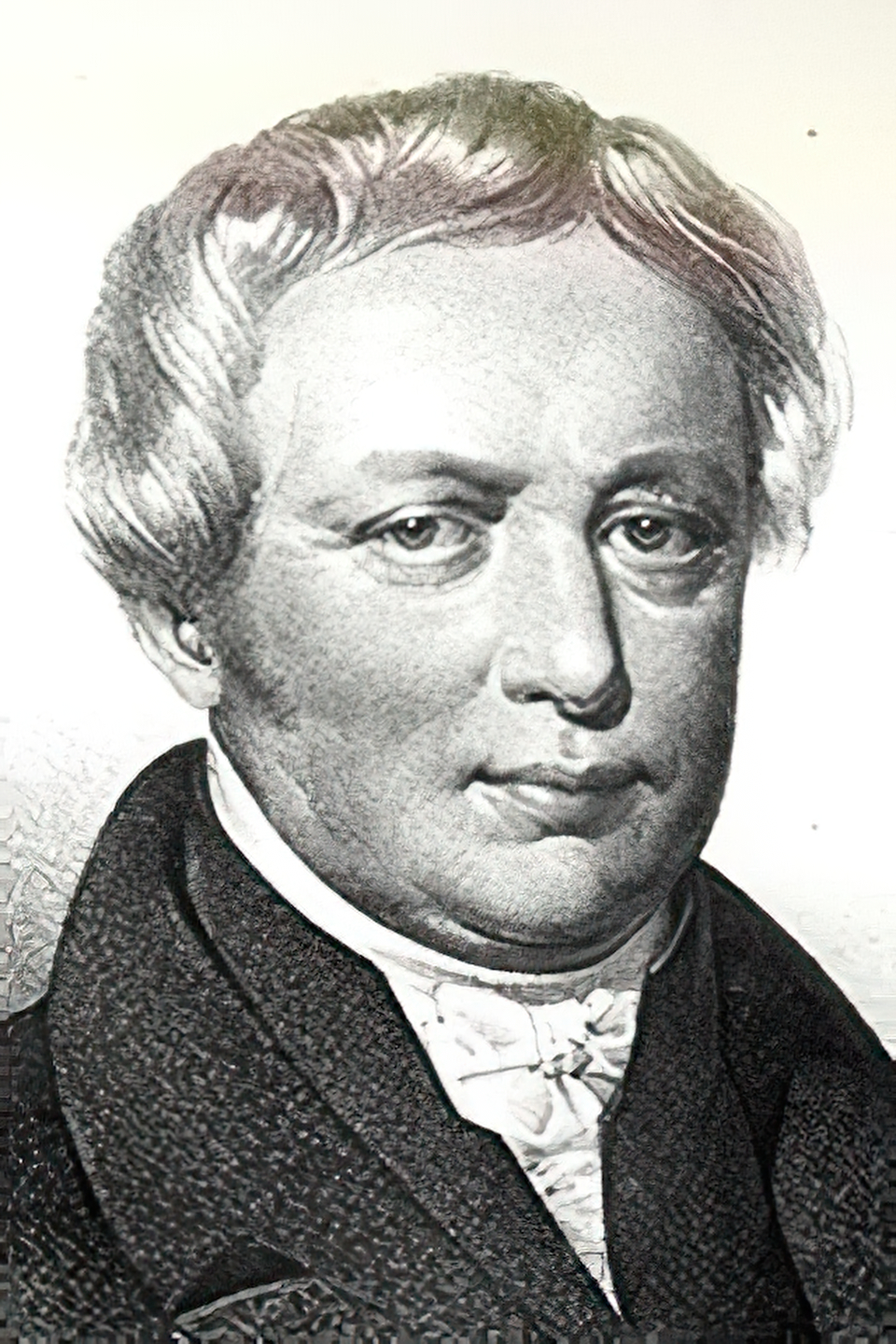
Karl Wilhelm Kopp

Karl Wilhelm Kopp, ab 1803 von Kopp, (* 24. Dezember 1770 in Marburg; † 6. März 1844 in Darmstadt) war Finanzminister des Großherzogtums Hessen.

## Familie
Karl Wilhelm Kopp war Sohn des Direktors des Oberappellationsgerichts Kassel, Dr. jur. Carl Philipp Kopp (1728–1777), und dessen Frau Amalie, geborene Stirn (1735–1813).
Karl Wilhelm Kopp heiratete zwei Mal:

1.) Viktoria Amalie von Siegel (1783–1818) aus Homburg v. d. H., Tochter eines herzoglich-braunschweigischen Gerichtsrats und von Auguste, geborene von Bodé.

2.) 1819 in Darmstadt Auguste Friederike Caroline Bodé (1801–1858), die Tochter des Oberfinanzkammerdirektors Wilhelm von Bodé.

Die fünf Kinder aus diesen beiden Ehen waren
- Marie, verheiratete Bach
- Elisabeth Ida Henriette heiratete 1835 Friedrich Ludwig von Follenius.
- Fanny heiratete in die Familie Löw von Steinfurth.
- Julius von Kopp, Kreisrat
- Elisabeth Amalia (1839–1896) heiratete 1860 Wilhelm Freiherr von Lepel (1833–1895), preußischer Oberst a. D., Sohn von Victor von Lepel (1794–1860), großherzoglich-hessischer Bundestagsgesandter, und von Wilhelmine, geborene Emmerich.
- Anna (1841–1920) heiratete 1861 August Freiherr Schäffer von Bernstein (1832–1889), großherzoglich-hessischer Hofstallmeister.[1]

Ulrich Friedrich Kopp, ein bekannter deutscher Rechtswissenschaftler und Paläograph, und Karl Friedrich Kopp (1764–1837), kurzzeitig Außenminister des Kurfürstentums Hessen, waren Brüder von Karl Wilhelm von Kopp.

## Karriere
Karl Wilhelm Kopp studierte ab 1788 Rechtswissenschaft an der Universität Marburg. Ab 1792 war er Auditeur eines Garderegiments der Landgrafschaft Hessen-Kassel und 1796 Sekretär im Bergwerkdepartment in Kassel, ein Jahr später Sekretär von Erbprinz Wilhelm (II.). 1801 wurde er zum Kammerrat ernannt. 1802 trat er aus dem hessischen Staatsdienst aus und eine Stelle als Bergwerksdirektor beim Fürsten von Sayn-Wittgenstein an. 1804 wurde er Regierungs- und Kammerdirektor des Fürsten von Solms-Hohensolms-Lich sowie Direktor des Unterkonsistoriums in Lich.
Durch die Rheinbundakte fiel das Territorium des Fürsten an das Großherzogtum Hessen, zu dem damals auch die Provinz Westfalen gehörte. Im Zuge dieser Veränderungen wechselte Karl Wilhelm Kopp in den Dienst des Großherzogs und wurde Direktor der Hofkammer des Herzogtums in Arnsberg. Nach dem Wiener Kongress wurde Kopp 1815 mit der Abwicklung der Übergabe des Herzogtums Westfalen an Preußen betraut. Er trat 1819 in das Finanzministerium des Großherzogtums Hessen ein, wurde 1821 Präsident der Oberfinanzkammer und Direktor der Domanial-Sektion und ab 1828 zugleich Zolldirektor. In dieser Funktion spielte bei den Verhandlungen über die preußisch-hessische Zollvereinigung 1831 eine wichtige Rolle. 1823 gehörte er zum Staatsrat des Großherzogtums Hessen und wurde 1841 dessen Präsident. 1827 wurde er Mitglied der Prüfungskommission der Kandidaten im Kameralfach.
1835 ernannte ihn der Großherzog zum Mitglied der Ersten Kammer der Landstände des Großherzogtums Hessen auf Lebenszeit. 1836 wurde er stellvertretender Leiter der Staatsschulden-Tilgungskasse und Bundestagsgesandter, 1841 bis 1844 war er zugleich Finanzminister des Großherzogtums Hessen. Er verstarb im Amt.

## Ehrungen
- Am 23. November 1803 wurden Karl Wilhelm Kopp und sein Bruder, Karl Friedrich Kopp, in den erblichen Adelstand erhoben.[7]
- 1819 Geheimer Rat[8]
- 1820 Geheimer Staatsrat[9]
- 1827 Wirklicher Geheimer Rat[10]
- 1834 Großkreuz des Hausordens vom Goldenen Löwen[11]
- 1834 Großkreuz des Ludewigsordens[12]
- 1843 Großkreuz des Verdienstordens Philipps des Großmütigen[13]